# Henryk Piotr Krasiński
Henryk Piotr Zygmunt Krasiński (ur. 29 kwietnia 1866 w majątku Regimentarzówka na Ukrainie, zm. 20 września 1928 w Mszanie Dolnej) — hrabia, polski ziemianin, prawnik, działacz patriotyczny i społeczny, właściciel majątku w Mszanie Dolnej.
Henryk Krasiński pochodził z ukraińskiej gałęzi rodziny herbu Ślepowron, od XIX wieku posiadającej tytuł hrabiowski. Był synem Humberta Krasińskiego (zm. 1890), lekarza bakteriologa i Julii Olgi Naumowej. Ukończył studia prawnicze. Po utracie dóbr na Ukrainie po I wojnie światowej zamieszkał w stanowiącym wianie żony, Marii Łęskiej, majątku w Mszanie Dolnej w powiecie limanowskim.
Był aktywnym działaczem społecznym, między innymi przewodniczącym Związku Ziemian, jako prezes Rady Nadzorczej Związku Kółek Rolniczych starał się o rozwój nowoczesnych form rolnictwa w regionie zagórzańskim, był również członkiem Rady Powiatowej. Mocno związany z kościołem katolickim, jako kolator i członek Sodalicji Mariańskiej, wspierał jego działalność charytatywną. Amatorsko zajmował się astronomią, wygłaszał w tym zakresie odczyty na Uniwersytecie Jagiellońskim.
Od 1897 roku żonaty z Marią z Łęskich (1874−1958), mieli siedmioro dzieci:
- Hubert Antoni Krasiński (1898−1958) − inżynier, pułkownik Polskich Sił Powietrznych, po II wojnie światowej na emigracji w Londynie.
- Maria Antonina (1899−1987) − żona Konstantego Druckiego-Lubeckiego.
- Franciszka Maria Krasińska (1901−1920).
- Henryk Hilary Krasiński (1902−1979) − prawnik.
- Jan Kazimierz Krasiński (1905−1992) – benedyktyn (imię zakonne Cyryl), teolog i filozof.
- Marian Gerard Krasiński (1909−1965) − geolog.
- Józef Andrzej Krasiński (1914−1998) − inżynier, oficer Polskich Sił Powietrznych, po wojnie wykładowca na uniwersytetach w Argentynie i Kanadzie.